# كوتشك (غافروبارمون)
کوتشك (بالفارسية: کچوسک) هي قرية تقع في إيران في هرمزغان. يقدر عدد سكانها بـ 13 نسمة بحسب إحصاء 2016.